# Łucja Kowolik
Łucja Kowolik z d. Dubieniecka (ur. w 1949 we Włoszech) – polska niezawodowa aktorka filmowa i teatralna.

## Życiorys
Córka Aleksandra Dubienieckiego – żołnierza 2. Korpusu Polskiego Polskich Sił Zbrojnych na Zachodzie oraz Włoszki Giny. Uczęszczała do katowickiego VII Liceum Ogólnokształcącego im. Harcerzy Obrońców Katowic. Jeszcze jako uczennica liceum wyszła za mąż za Rudolfa Kowolika – sztygara w Kopalni Węgla Kamiennego „Wujek”. Przerwała naukę i – urodziwszy córkę – zajęła się domem. Małżeństwo mieszkało w katowickiej Ligocie. 
W 1971 roku z polecenia została zaproszona na zdjęcia próbne do filmu Perła w koronie w reżyserii Kazimierza Kutza jako kandydatka do roli Wichty. Po jej otrzymaniu okazało się, że zna z lat szkolnych odtwórcę głównej roli, Olgierda Łukaszewicza.
Sukces, jaki odniósł film, był jedną z przyczyn rozpadu małżeństwa z Rudolfem Kowolikiem (mąż nadużywał alkoholu i wszczynał awantury). Po rozwodzie przeprowadziła się do Chorzowa. Zdała eksternistyczną maturę. Występowała w filmach oraz serialach telewizyjnych, otrzymała także angaż w Teatrze Nowym w Zabrzu (1977–1980). Ponownie wyszła za mąż, porzucając aktorstwo i przeprowadzając się do Częstochowy. Tam urodziła drugą córkę i pracowała w sklepie z częściami samochodowymi, prowadzonym przez męża. Wskutek jego chorobliwej zazdrości i związanych z tym problemów w małżeństwie, przy pomocy ojca wyjechała w 1981 roku najpierw do Włoch, a następnie do Australii, gdzie mieszka do dziś.

## Filmografia
- Perła w koronie (1971) - Wichta
- Jej powrót (1975) - pokojówka Stenia
- Polskie drogi (1976) - Hanna Borkiewicz, pracownica piekarni (odc. 6, rola dubbingowana przez Joannę Szczepkowską)
- Hasło (1976) - Jadźka, córka starego smolarza
- Daleko od szosy (1976) - dziewczyna poderwana przez Krzysztofa na zabawie (odc. 4)
- Nie zaznasz spokoju (1977) - Łucja, przyjaciółka Krystyny
- Ślad na ziemi (1978) - Jola, sekretarka kierownika bazy transportowej (odc. 2)
- Koty to dranie (1978)